# Audignicourt
Audignicourt ist eine französische Gemeinde mit 110 Einwohnern (Stand: 1. Januar 2022) im Département Aisne in der Region Hauts-de-France (frühere Region: Picardie). Sie gehört zum Arrondissement Soissons (bis 2016 Arrondissement Laon), zum Kanton Vic-sur-Aisne und zum Gemeindeverband Communauté de communes Retz en Valois.

## Geographie
Die Gemeinde Audignicourt liegt an der Grenze zum Département Oise, 20 Kilometer nordwestlich von Soissons am Bach Ruisseau de Vassens, der über den Ruisseau d'Hozien zur Aisne abfließt. Umgeben ist Audignicourt von den Nachbargemeinden Blérancourt im Norden, Vassens im Osten, Autrêches im Süden sowie Nampcel im Westen.

## Bevölkerungsentwicklung
| Jahr                       | 1962 | 1968 | 1975 | 1982 | 1990 | 1999 | 2006 | 2012 | 2021 |
| Einwohner                  | 133  | 135  | 87   | 77   | 94   | 98   | 101  | 104  | 116  |
| Quellen: Cassini und INSEE |      |      |      |      |      |      |      |      |      |

## Sehenswürdigkeiten

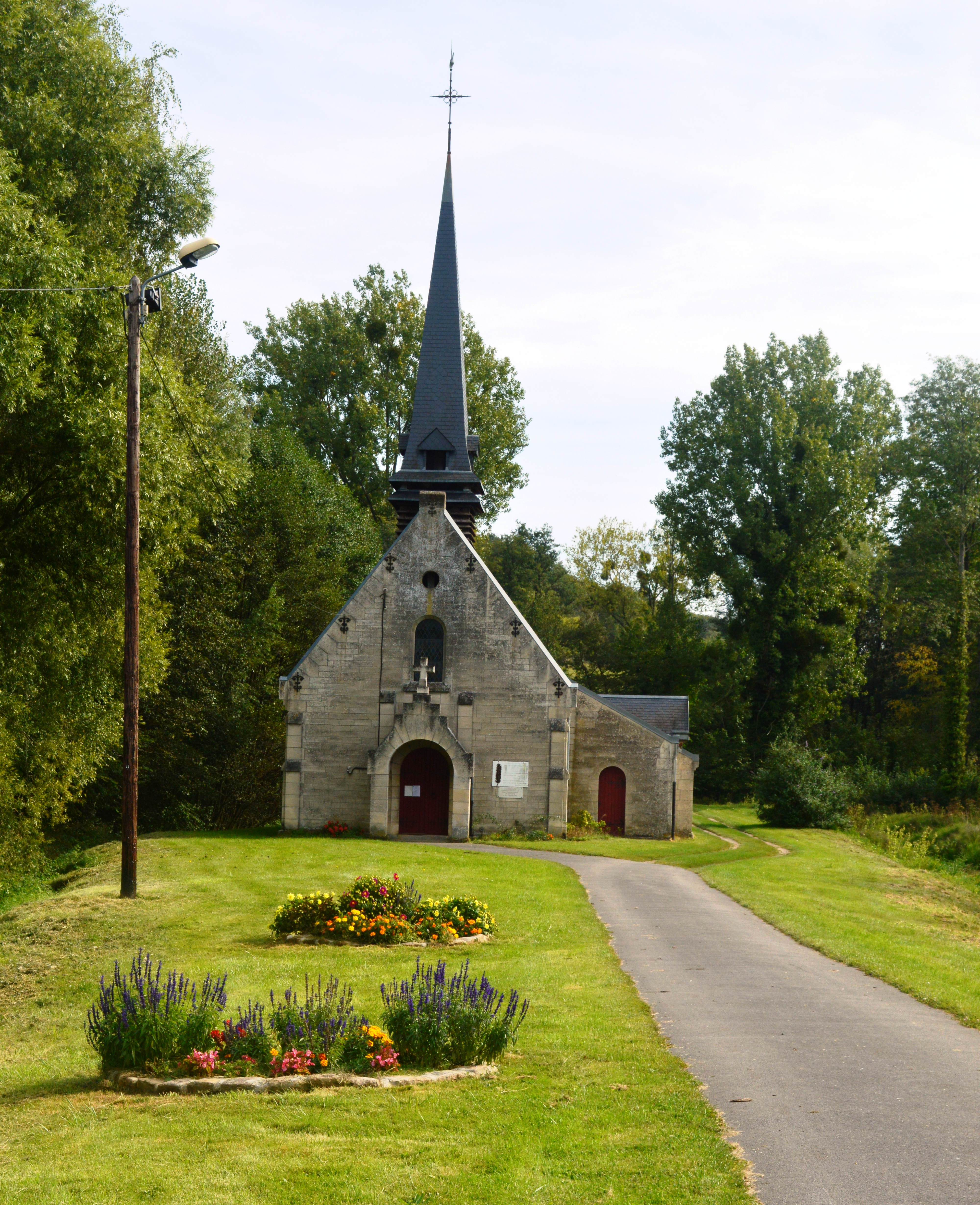
Kirche Saint-Médard

- Kirche Saint-Médard